# أدولف شتيرن
أدولف شتيرن (بالألمانية: Adolf Stern )‏ (و. 1835 – 1907 م) هو شاعر، ومؤرخ أدبي، ومؤرخ، ومؤلف، وأستاذ جامعي، وكاتب ألماني، ولد في لايبزيغ، توفي في درسدن، عن عمر يناهز 72 عاماً.

## التعليم
تعلم في جامعة ينا.